# Lasioglossum kappadokium
Lasioglossum kappadokium är en biart som beskrevs av Ebmer 1974. Lasioglossum kappadokium ingår i släktet smalbin, och familjen vägbin. Inga underarter finns listade i Catalogue of Life.